# Rosa Albach-Retty

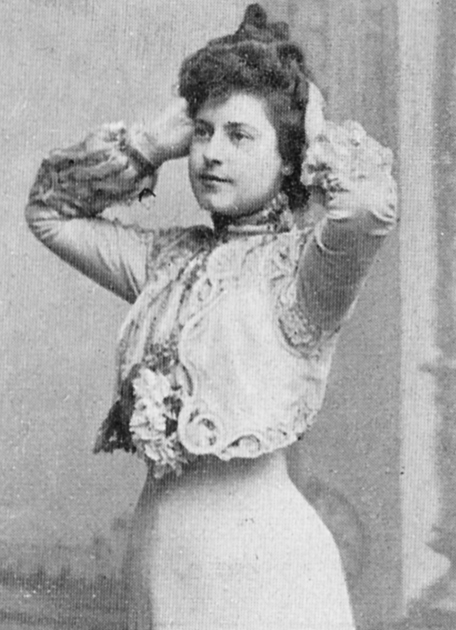
Rosa Albach-Retty

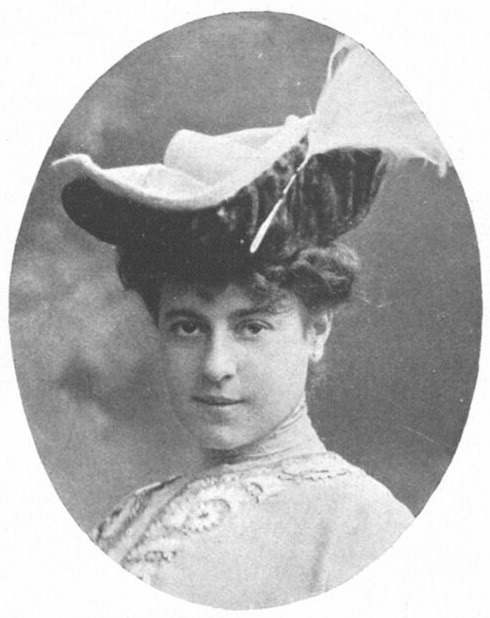
Rosa Albach-Retty

Rosa Albach-Retty, geborene Rosa Clara Franziska Helene Retty (* 26. Dezember 1874 in Hanau, Hessen; † 26. August 1980 in Baden, Niederösterreich), war eine österreichische Schauspielerin.

## Leben
Sie gehört zu einer traditionsreichen Schauspielerdynastie. Rosas Vater war der Schauspieler und Regisseur Rudolf Retty, von dem sie auch ausgebildet wurde. Seit 1890 spielte sie an Berliner Theatern. Sie wirkte zunächst am Berliner Lessingtheater, wo sie in der Titelrolle der Minna von Barnhelm erste Erfolge feierte. Auch Hosenrollen (Der kleine Lord, Der Kaufmann von Venedig) gehörten zu ihrem Repertoire. 1895 bis 1903 war sie am Deutschen Volkstheater in Wien engagiert und dann am Wiener Burgtheater. Dort erhielt sie 1905 den Titel Hofschauspielerin. 1928 wurde sie Ehrenmitglied des Burgtheaters, 1958 gab sie ihre Abschiedsvorstellung.

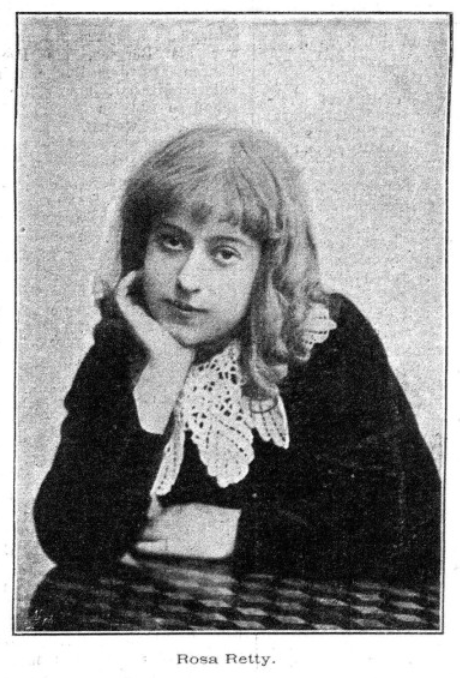
Österreichische Musik- und Theaterzeitung Nr. 6, 15. November 1896, S. 1

Ihr Filmdebüt gab sie 1930 im Film Geld auf der Straße. Auch ihre Nachkommen waren berühmte Schauspieler. Ihr Sohn aus der Ehe mit dem k.u.k.-Offizier Karl Albach (1870–1952) war der Schauspieler Wolf Albach-Retty. Dessen Tochter – ihre Enkelin – war die Schauspielerin Romy Schneider. Rosa Albach-Retty starb im Jahre 1980 im Alter von 105 Jahren, nachdem sie noch zum hundertsten Geburtstag ihre Autobiografie So kurz sind 100 Jahre herausgebracht hatte. Ihr Ehrengrab und das ihres Sohnes befindet sich auf dem Wiener Zentralfriedhof (Gruppe 32 C, Nummer 50).

Dokumentiert ist die Nähe Rosa Albach-Rettys zum NS-Regime. Der Anschluss Österreichs an Nazi-Deutschland im Jahre 1938 wurde von ihr in der Kleinen Volks-Zeitung euphorisch kommentiert, sie und ihr Sohn waren fördernde Mitglieder der SS. Als großer Publikumsliebling und bekennende Verehrerin Hitlers wurde Rosa Albach-Retty von der NS-Kulturpolitik hofiert und in die sogenannte „Gottbegnadeten-Liste“ der Nationalsozialisten aufgenommen. Das alles tat der Wertschätzung Albach-Rettys nach dem Ende des NS-Regimes keinen Abbruch, wie die ihr nach 1945 zuerkannten Auszeichnungen belegen. Sogar ein Wiener Gemeindebau wurde nach ihr benannt: der in den 1970er-Jahren errichtete Rosa-Albach-Retty-Hof im 19. Bezirk.

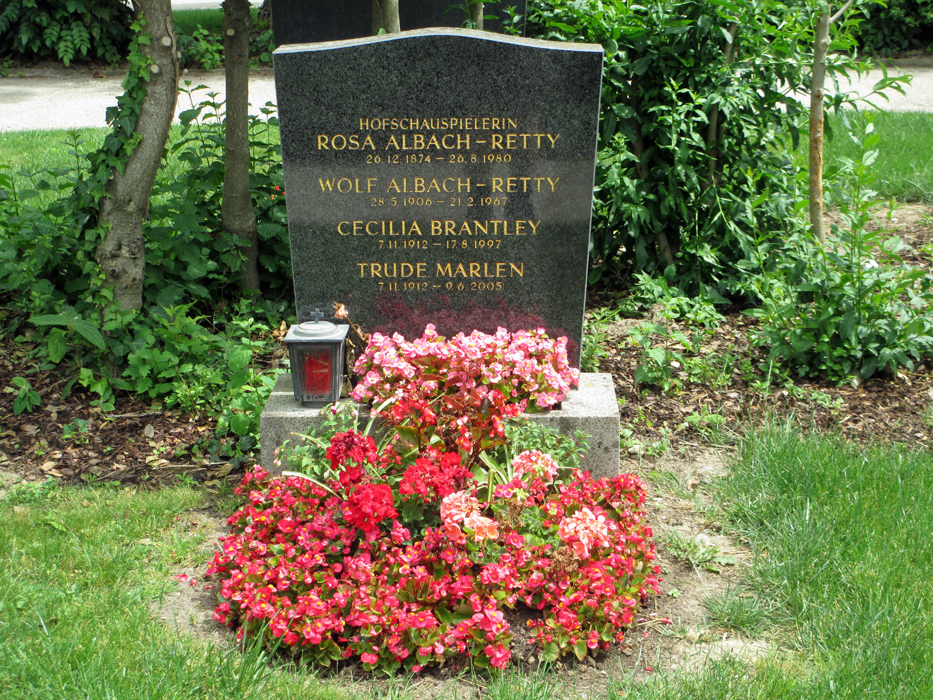
Grab der Familie Albach-Retty auf dem Wiener Zentralfriedhof

## Filmografie (Auswahl)
- 1930: Geld auf der Straße
- 1935: Episode
- 1941: Dreimal Hochzeit
- 1942: Wien 1910
- 1942: Die heimliche Gräfin
- 1942: Wen die Götter lieben
- 1951: Schwindel im Dreivierteltakt
- 1951: Maria Theresia
- 1953: Der Verschwender
- 1955: Der Kongreß tanzt

## Film
- 1979: Klaus Peter Dencker im Gespräch mit Rosa Albach-Retty. Eine Produktion des Saarländischen Rundfunks/Fernsehen (45 Minuten)

## Auszeichnungen
- 1955: Großes Ehrenzeichen für Verdienste um die Republik Österreich[3]
- 1958: Kainz-Medaille
- 1963: Österreichisches Ehrenkreuz für Wissenschaft und Kunst I. Klasse
- 1977: Großes Silbernes Ehrenzeichen für Verdienste um die Republik Österreich[3]